# Ной — белая ворона
«Ной — белая ворона» (исл. «Nói albínói») — исландский фильм режиссёра Дагура Кари, вышедший в прокат в 2003 году. Съемки фильма проходили в Болунгарвике.

## Сюжет
В фильме рассказывается история жизни 17-летнего подростка Ноя, живущего в глухой деревне на западе Исландии. Он живёт со своей бабушкой, которая почти никогда не говорит, и отцом-алкоголиком. Ной не проявляет интереса к учёбе и имеет плохие отношения с преподавателями: постоянно опаздывает в школу, а на экзамене по математике сдаёт чистый лист, написав только свою фамилию. Бо́льшую часть времени он проводит, шатаясь по пустому городу и сидя без дела в подполье своего дома. В школу приезжает психолог, который беседует с Ноем и видит, что тот запросто может собрать Кубик Рубика, что указывает на возможную гениальность подростка. Иногда Ной заходит на местную заправочную станцию и взламывает там слот-машину на гарантированный выигрыш. Однажды он встречает там новоприбывшую в деревню девушку Ирис, дочь владельца книжного магазина, в которую влюбляется. Они начинают иногда проводить время вместе и однажды ночью в мороз взламывают дверь местного музея, где им приходится спасаться от охраны. Они прячутся в кладовке, где находят карту на стене: Ной говорит, что Исландия на ней — будто бы «маленький плевок». Ирис предлагает ему сбежать отсюда на Гавайские острова вместе с ней. Далее в жизни Ноя начинаются неудачи. Сначала его выгоняют из школы за то, что он принёс диктофон в школу вместо того, чтобы прийти самому, затем он, посетив местного предсказателя, узнаёт, что дальше в жизни его ожидает только смерть, чему, однако, отказывается верить. Расстроенный этим предсказанием, Ной забирает бабушкино ружьё и пытается ограбить местный банк, однако его не воспринимают там всерьёз и в буквально смысле, отобрав оружие, дают пинка. Затем Ной возвращается в банк, чтобы снять все деньги со своего счёта: на них он покупает себе новый костюм и, угнав машину, пытается уговорить Ирис уехать с ним прочь. Та, однако, не уходит с заправочной станции, лишь провожая уходящего Ноя взглядом, и он уезжает один. Его ловит полиция и сажает в камеру, откуда его забирает отец, не сказав ни слова. Подавленный Ной снова спускается в подполье, и тут начинается сильная лавина, накрывшая снегом всю деревню. Ной пытается открыть люк подполья, но понимает, что ему не выбраться, и остаётся лежать, наблюдая, как догорает его зажигалка. Его будит звук сверху — прибыли спасатели, которые обнаружили Ноя и вытащили его из подполья. Ной видит свою деревню, полностью уничтоженную снегом, и далее в убежище слышит по теленовостям, что все, кого он знал, включая Ирис, погибли. В финальной сцене Ной возвращается на место своего уничтоженного дома и смотрит в стереоскоп, где видит изображение гавайского пляжа. 

## Награды
- Европейская киноакадемия, 2003 год (номинации):
  - Лучшая мужская роль (Томас Лемаркус);
  - Приз зрительских симпатий за лучшую мужскую роль (Томас Лемарки);
  - Приз зрительских симпатий за лучшую работу режиссёра (Дагур Кари).